# Les Hérauts de Valdemar
Les Hérauts de Valdemar (titre original : Heralds of Valdemar) est un cycle d'histoires se déroulant sur un même monde (en anglais Velgarth) écrit par Mercedes Lackey. Seul cycle de l'autrice traduit en français, il compte encore des tomes édités uniquement en anglais pour l'instant. Ce cycle se caractérise par des histoires se situant en plusieurs époques parfois très éloignées, reliées les unes aux autres par certains éléments fondamentaux de l'univers de Velgarth. 

## CycleLes Hérauts de Valdemar
(par ordre chronologique, et non par ordre de parution)

### Trilogie de la guerre des mages
Cette série est coécrite avec Larry Dixon.
1. Le Griffon noir, Pocket, coll. « Science-fiction », 2001 ((en) The Black Gryphon, 1994)  (ISBN 2-266-08874-2)Réédition Milady, 2009 (ISBN 978-2-8112-0099-2)
2. Le Griffon blanc, Pocket, coll. « Science-fiction », 2001 ((en) The White Gryphon, 1995)  (ISBN 2-266-08875-0)Réédition Milady, 2009 (ISBN 978-2-8112-0100-5)
3. Le Griffon d'argent, Pocket, coll. « Science-fiction », 2002 ((en) The Silver Gryphon, 1996)  (ISBN 2-266-08876-9)Réédition Milady, 2009 (ISBN 978-2-8112-0101-2)

### The Founding of Valdemar
1. (en) Beyond, 2021
2. (en) Into the West, 2022
3. (en) Valdemar, 2023

### Trilogie du dernier Héraut-mage
1. La Proie de la magie, Pocket, coll. « Science-fiction », 1997 ((en) Magic's Pawn, 1989)  (ISBN 2-266-06592-0)Réédition Milady, 2010 (ISBN 978-2-8112-0218-7)
2. Les Promesses de la magie, Pocket, coll. « Science-fiction », 1998 ((en) Magic's Promise, 1990)  (ISBN 2-266-06593-9)Réédition Milady, 2010 (ISBN 978-2-8112-0219-4)
3. Le Prix de la magie, Pocket, coll. « Science-fiction », 1998 ((en) Magic's Price, 1990)  (ISBN 2-266-06594-7)Réédition Milady, 2010 (ISBN 978-2-8112-0220-0)

### The Collegium's Chronicles
1. (en) Foundation, 2008
2. (en) Intrigues, 2010
3. (en) Changes, 2011
4. (en) Redoubt, 2012
5. (en) Bastion, 2013

### The Herald Spy
1. (en) Closer to Home, 2014
2. (en) Closer to the Heart, 2015
3. (en) Closer to the Chest, 2016

### Family Spies
1. (en) The Hills Have Spies, 2018
2. (en) Eye Spy, 2019
3. (en) Spy, Spy Again, 2020

### The Story of Lavan Firestorm
1. (en) Brightly Burning, 2000

### Trilogie des serments et de l'honneur
1. Sœurs de sang, Pocket, coll. « Science-fiction », 1995 ((en) Oathbound, 1988)  (ISBN 2-266-06590-4)Réédition Milady, 2009 (ISBN 978-2-8112-0140-1)
2. Les Parjures, Pocket, coll. « Science-fiction », 1995 ((en) Oathbreakers, 1989)  (ISBN 2-266-06591-2)Réédition Milady, 2009 (ISBN 978-2-8112-0141-8)
3. (en) Oathblood, 1998

### Duologie de l'exilé
1. L'Honneur de l'exilé, Bragelonne, 2011 ((en) Exile's Honor, 2002)  (ISBN 978-2-35294-472-0)
2. La Vaillance de l'exilé, Bragelonne, 2011 ((en) Exile's Valor, 2003)  (ISBN 978-2-35294-510-9)

### The Story of Herald Skif
1. (en) Take a Thief, 2001

### Trilogie des Hérauts de Valdemar
1. Les Flèches de la reine, Pocket, coll. « Science-fiction », 1996 ((en) Arrows of the Queen, 1987)  (ISBN 2-266-06990-X)Réédition Milady, 2008 (ISBN 978-2-8112-0051-0)
2. L'Envol de la flèche, Pocket, coll. « Science-fiction », 1996 ((en) Arrow's Flight, 1987)  (ISBN 2-266-06991-8)Réédition Milady, 2008 (ISBN 978-2-8112-0052-7)
3. La Chute de la flèche, Pocket, coll. « Science-fiction », 1997 ((en) Arrow's Fall, 1988)  (ISBN 2-266-06998-5)Réédition Milady, 2008 (ISBN 978-2-8112-0053-4)

### Légende de Kerowyn
1. Par le fer, Pocket, coll. « Science-fiction », 1999 ((en) By the Sword, 1991)  (ISBN 2-266-08867-X)Réédition Milady, 2009 (ISBN 978-2-8112-0142-5)

### Trilogie des vents
1. Les Vents du destin, Pocket, coll. « Science-fiction », 1999 ((en) Winds of Fate, 1991)  (ISBN 2-266-08868-8)Réédition Milady, 2011 (ISBN 978-2-8112-0478-5)
2. Les Vents du changement, Pocket, coll. « Science-fiction », 2000 ((en) Winds of Change, 1992)  (ISBN 2-266-08869-6)Réédition Milady, 2011 (ISBN 978-2-8112-0479-2)
3. Les Vents furieux, Pocket, coll. « Science-fiction », 2000 ((en) Winds of Fury, 1993)  (ISBN 2-266-08870-X)Réédition Milady, 2011 (ISBN 978-2-8112-0480-8)

### Trilogie des tempêtes
1. L'Annonce des tempêtes, Pocket, coll. « Science-fiction », 2003 ((en) Storm Warning, 1994)  (ISBN 2-266-08871-8)Réédition Milady, 2011 (ISBN 978-2-8112-0508-9)
2. L'Arrivée des tempêtes, Pocket, coll. « Science-fiction », 2003 ((en) Storm Rising, 1995)  (ISBN 2-266-08872-6)Réédition Milady, 2011 (ISBN 978-2-8112-0509-6)
3. Au cœur des tempêtes, Pocket, coll. « Science-fiction », 2004 ((en) Storm Breaking, 1996)  (ISBN 2-266-08873-4)Réédition Milady, 2011 (ISBN 978-2-8112-0510-2)

### Darian's Tale
Cette série est coécrite avec Larry Dixon.
1. (en) Owlfight, 1997
2. (en) Owlsight, 1998
3. (en) Owlknight, 1999

### Kelvren's Saga
Cette série est coécrite avec Larry Dixon.
1. (en) Gryphon in Light, 2023

### Recueils de nouvelles
- (en) Sword of Ice and Other Tales of Valdemar, 1997
- (en) Sun in Glory and Other Tales of Valdemar, 2003
- (en) Crossroads and Other Tales of Valdemar, 2005
- (en) Moving Targets and Other Tales of Valdemar, 2008
- (en) Changing the World: All-New Tales of Valdemar, 2009
- (en) Finding the Way and Other Tales of Valdemar, 2010
- (en) Under the Vale and Other Tales of Valdemar, 2011
- (en) No True Way: All-New Tales of Valdemar, 2014

### Guide
- (en) The Valdemar Companion, 1990

## Histoire éditoriale
La première traduction française de la trilogie du Dernier Héraut-mage, parue chez Pocket en 1997-1998, ampute le texte d'origine de près de 40%. Lors de la préparation de la réédition de la trilogie aux éditions Milady, ce problème rend nécessaire une retraduction, qui paraît en 2010 et traduit cette fois l'ensemble du texte américain.

## Personnages principaux
Vanyel Ashkevron est le personnage principal de la Trilogie du Dernier Héraut-mage. Il est 《lié pour la vie》à son ami Stefen Le Barde.Les romans qui le mettent en scène, parus à partir de 1989, comptent à l'époque parmi les tout premiers romans de fantasy américains à suivre un héros ouvertement homosexuel, avec À la pointe de l'épée d'Ellen Kushner paru deux ans auparavant. Vanyel Ashkevron vit de multiples aventures au fil desquels il devient l'un des plus grands magiciens de son temps, mais vit aussi des relations amoureuses et est confronté à l'homophobie et à la dépression. Dans la trilogie:Les flèches de la reine,L'envol de la flèche,et  La chute de la flèche, l'héroïne est le Héraut Talia. Originaire d'une famille des Hold, elle est choisie comme élue par le compagnon Rolan, qui n'est pas un Compagnon ordinaire : en effet, il est le Compagnon du Héraut de la Reine, qui est très spécial. Elle suit un entraînement pendant 5 ans au Collegium des Hérauts, part en mission de probation pour un an et demi avec son professeur et ami, le Héraut Kris, où elle résout un problème de confiance en soi. Enfin, dans le tome 3,elle est envoyée comme émissaire avec Kris chez le prince Ancar,qui demande la main de la princesse Héritière Elspeth. Là, ils sont trahis. Kris est tué, ainsi que son Compagnon Tantris. Talia, enprisonnée, parvient à envoyer un message à la reine Selenay, lui annonçant la mort de Kris, son emprisonnement, et leur demande de ne pas tenter de la sauver.

## Univers

### La magie
Le monde de Velgarth est un monde habité par la magie, qui est souvent séparée en deux catégories, la magie "vraie" et la magie mentale. Une grande partie du cycle s'appuie d'ailleurs sur cette différence fondamentale. 

#### La magie vraie
Elle est réalisée grâce à des forces présentes naturellement qui sont canalisées et "mises en forme" par le magicien, en général par la représentation mentale de l'effet désiré, parfois appuyé par une incantation ou des gestes spécifiques. La magie vraie permet par exemple d'influencer la météorologie, de communiquer ou de se déplacer sur des distances très importantes ou encore de créer des illusions. Une utilisation de la vraie magie crée des "remous" qui peuvent influencer le monde réel. Un cataclysme magique s'est abattu sur Velgarth (trilogie du griffon) et a engendré de nombreuses mutations, tant végétales qu'animales, créant sur une partie du monde nommée Pelagirs des zones hostiles à la plupart des habitants. La magie permet également d'entrer en contact avec des mondes parallèles, soit en en invoquant les créatures, soit en créant des brèches entre le monde réel et la dimension souhaitée. Les créatures des autres plans sont souvent difficiles à maîtriser et parfois, faire appel à elles peut se révéler dangereux. Les diverses Divinités de Velgarth peuvent également intervenir par magie dans le monde réel, à la suite par exemple de la demande de chamans ou de grands prêtres. 
Enfin, un type de magie peut-être utilisée même par des magiciens peu doués : la magie du sang. La puissance magique est dans ce cas là fournie par le sang et/ou la souffrance d'êtres vivants. Souvent taboue, elle est majoritairement utilisée par des êtres maléfiques bien que dans certains cas, le propre sang du magicien puisse être utilisé à des fins bénéfiques. La magie du sang laisse des traces difficiles à camoufler détectables par toute personne dotée du don de magie. Elle est enseignée de maître à disciple, mais compte tenu du caractère général de ses utilisateurs, la fin de la formation est souvent marquée par un affrontement entre l'apprenti et le maître.

#### La magie mentale
Elle tire sa puissance de la force même de celui qui la possède. Elle existe sous plusieurs formes et peut avoir des puissances variables. Les dons courants sont :
- La télépathie, ou la faculté de communiquer par l'esprit. Certains peuvent émettre et recevoir des pensées (sur une distance plus ou moins importante), d'autres peuvent seulement recevoir ou seulement émettre.
- La télékinésie, ou la faculté de déplacer des objets par la force de l'esprit. Plus la distance entre la personne et l'objet augmente, plus l'effort est important. Le poids de l'objet joue aussi un rôle non négligeable. Enfin, il est plus facile de transporter des objets que des êtres vivants, bien que les plus doués puissent déplacer des personnes ou eux-mêmes sur de courtes distances.
- La vision à distance qui permet de visualiser un objet, une personne ou une scène se passant hors du champ de vision "biologique" de la personne.
- L'empathie est la faculté de ressentir les émotions des personnes présentes et ainsi de savoir si leurs intentions sont en corrélations avec leurs paroles. Une empathie puissante peut également permettre d'influencer les émotions et les sentiments des gens, permettant par exemple de guérir des phobies après des épisodes traumatiques. Ce don est le principal atout du personnage central de la trilogie des flèches, le héraut de la reine nommé Talia.
- La pyrokinésie permet d'enflammer à distance la cible voulue, objet voire personnes. Les détenteurs de ce pouvoir sont souvent craints, en partie par peur de les voir mettre le feu "par accident".
- Le don de guérison est la faculté d'entrer dans le corps humain, jusqu'au niveau des cellules, et d'en réparer les dommages. Bien que ce don soit évidemment précieux, plusieurs séances sont en général nécessaires pour guérir une personne, la portée du don est en effet limitée par la puissance et la force personnelle du guérisseur.
- Le don des bardes permet au musicien de faire ressentir à son public la musique d'une manière plus intense et d'influencer l'état d'esprit de l'auditeur. On peut le considérer comme une forme d'empathie émettrice.
- Le sens de la terre est une forme d'empathie liée directement à un pays. Un souverain doté de ce don peut ressentir les problèmes et les anomalies survenant sur son territoire, mais il doit pour cela y être connecté, par exemple en ingérant une pincée de terre de chaque région lors d'une cérémonie. Certaines perturbations importantes peuvent être détectées par quiconque possède ce don.

Une certaine aptitude à la magie mentale est un prérequis pour espérer devenir un jour un Héraut. L'honnêteté, la compassion et la capacité de faire passer le bien du royaume et du souverain avant le sien sont les autres qualités indispensables.

### Pays et peuples importants

#### Valdemar
Valdemar est le nom d'un royaume qui se trouve au centre de la plupart des récits, il est la patrie des Hérauts. Ce royaume a été créé par le Baron éponyme qui, fuyant un roi tyrannique, a trouvé un territoire à l'abri de l'influence dudit roi pour y fonder un nouveau royaume basé sur la paix et la prospérité. Conscient d'être un bon souverain, et sûr que son fils qui lui succéderait le serait également, le roi Valdemar était néanmoins inquiet pour les générations à venir. Magicien, il décida alors de demander de l'aide aux esprits protecteurs pour assurer à son royaume un avenir sain. Aidé de sa femme et de son fils, il invoqua longuement les esprits et en réponse à sa prière apparurent des chevaux d'un blanc pur, les compagnons. Ceux-ci "choisirent" le roi, sa femme, son fils ainsi que le héraut du roi, qui donna son nom aux Hérauts de Valdemar. Des siècles plus tard, Vanyel (trilogie du dernier Héraut-Mage) bannira l'utilisation de la vraie magie sur tout le territoire de Valdemar. À cause de son charme, le pays sera non seulement privé de magie, mais l'évocation de phénomènes magiques dans d'autres contrées ne sera pas prise au sérieux ou encore immédiatement oubliée. 

##### Les compagnons
Ils ont l'apparence de chevaux splendides au pelage blanc pur, aux yeux bleus et aux sabots argentés. Chaque Héraut a son compagnon, mais ce sont les compagnons qui choisissent les personnes dignes de servir Valdemar. Dotés de certains pouvoir, ils sont télépathes, bien que leur capacité à parler à leur élu soit limitée par les pouvoirs de celui-ci. Aussi intelligents (parfois plus) que leurs élus, le lien qui les unis est si fort que la mort d'un élu entraîne celle de son compagnon et vice-versa. Ils peuvent parcourir des distances importantes beaucoup plus rapidement que n'importe quel cheval, cette rapidité permettant souvent de sauver la vie de leurs élus mais également d'être rapidement présents aux points du royaume où la présence de Hérauts est nécessaire. Enfin, tous les compagnons sont entraînés à la bataille, leurs sabots, leurs dents et leur taille deviennent alors des armes redoutables. 
- Un compagnon est légèrement différent des autres, il s'agit du compagnon du Héraut du roi (ou de la Reine). Celui-ci peut être lié à plusieurs Hérauts au cours de sa vie. Il ne vieillit pas mais il peut être tué. Souvent considéré comme le chef de file des compagnons, il fait partie des « nés du bosquet », c’est-à-dire qu'il n'est pas né d'un compagnon femelle mais que, comme pour les premiers compagnons apparus à la suite de la prière de Valdemar, il apparaît par magie dans le bosquet sacré, déjà adulte et conscient de ses devoirs et de ses fonctions.

Par ailleurs, les compagnons sont les incarnations d'anciens Hérauts de Valdemar. (Par exemple, le compagnon Tantras, ou Sayvil est la réincarnation de l'ancien héraut mage Savil)

##### Les Hérauts
Ils sont la force de Valdemar. Lors de l'apparition des premiers compagnons, le roi Valdemar décida qu'à l'avenir, tout prétendant au trône devrait être un Héraut, assurant ainsi la probité de ses successeurs. Le roi, ou la reine, serait appuyé dans son travail par son Héraut personnel, celui-ci ayant à charge de le protéger, de le soutenir et parfois de le remettre dans le droit chemin quand le souverain, soumis aux pressions politiques, en aurait besoin. Le pouvoir ainsi équilibré garantit à Valdemar une politique saine et toujours tournée vers le bien du royaume. 
Les Hérauts sont ainsi au service du souverain, servant de messagers, de protecteurs, de juges parfois. Assurant la protection des frontières, ils peuvent également prendre la place de chef de guerre en cas d'attaque. Leur incorruptibilité et leur équité assurent le bon fonctionnement du système et leur vaut le respect de la grande majorité de la population. Reconnaissables grâce à leurs uniformes blancs (en relation avec la couleur de leur compagnon), ils sont le ciment et la base du système Valdemarien. 

#### Karse
Ennemi historique de Valdemar, Karse est un pays montagneux dont le système politique est basé sur une théocratie, le culte de Vkandis. L'existence de la magie et de la magie mentale est réfutée, les personnes ayant un don magique ou mental sont aussitôt enrôlées de force dans le clergé, leurs interventions prennent alors le nom de miracles. Historiquement, le prêtre suprême du culte était désigné par Vkandis lui-même et accompagné d'un chat de feu, animal télépathe qui, hormis sa forme et sa couleur, n'est pas sans rappeler les compagnons. À partir de l'époque de Vanyel et jusqu'à l'avènement de Solaris, première femme grande prêtresse (trilogie des vents), les chefs du culte de Vkandis ont été choisis par leurs pairs, provoquant au fil des décennies une dérive vers un pouvoir temporel cruel et totalitaire de la part du haut clergé. L'avènement de Solaris est dû à l'intervention incarnée de Vkandis lui-même, permettant ainsi au culte de retrouver sa forme d'origine, protectrice et altruiste.

#### Hardorn
Pays limitrophe de Valdemar, il en a été l'allié durant de nombreuses années. Tombé aux mains d'un héritier sans scrupule, Ancar d'Hardorn (trilogie des flèches), le pays tout entier est affaibli par l'utilisation irraisonnée de ses forces magiques naturelles par son souverain. Il devient alors la proie idéale pour les volontés d'extension de l'Empire de l'Est.

#### Rethwellan
Dans ce royaume, c'est une épée enchantée qui choisit le souverain. En Rethwellan, l'utilisation de la magie vraie est reconnue et courante. De nombreux héros du cycle de Velgarth y passeront, notamment Tarma et Kethry (duologie des serments et de l'honneur) et Kerowyn (par le fer). Les liens entre le Rethwellan et Valdemar sont assez étroits. En effet, le premier mari de la reine Selenay (trilogie de la flèche) et père de la princesse Elspeth (trilogie de la flèche, trilogie des vents, trilogie des tempêtes) est le frère du souverain Rethwellan. Il tentera de faire assassiner Selenay pour prendre le pouvoir et sera tué lors de sa tentative de coup d'Etat. Plus tard, lors d'une bataille contre les armées d'Hardorn, Daren, second frère du roi, est choisi par un compagnon et rencontre Selenay. Ils se marieront et Selenay donnera naissance à des jumeaux.

#### les Kaled'a'in
Lors des guerres magiques, les Kaled'a'in sont un peuple de nomades qui se sont engagés dans les rangs du mage du silence (trilogie du griffon). À la suite du cataclysme magique qui met fin à la guerre, certains membres des Kaled'a'in sont séparés des autres. Plus tard, une scission se produit dans le groupe restant. 

##### les k'Leshya
Le groupe des k'Leshya, le clan de l'esprit, est une partie du peuple Kaled'a'in séparée des autres par l'utilisation d'un portail magique qui les a éloignés de plusieurs milliers de kilomètres de leur point de départ. Composé d'humains et de plusieurs races de non-humains, ce clan formait déjà une entité à part au sein des Kaled'a'in avant même la séparation. Grâce à l'apport des forces et des spécificités de toutes les races le composant, le clan des k'Leysha va fonder la ville de Griffon Blanc et prospérer. Bien des siècles plus tard, des envoyés des k'Leysha reviendront sur les lieux des guerres magiques.

##### Les Shin'a'in
Le peuple des plaines s'est formé après que certains clans, à la suite du cataclysme qui mit fin aux guerres magiques, ont renoncé à l'utilisation de la magie vraie. La déesse leur a donné leur pays, les plaines Dhorissa, en échange de leur dévouement. Nul ne doit pénétrer dans les plaines sans leur consentement. De plus, si un Shin'a'in montre un don pour la magie, il doit soit s'exiler chez leurs cousins Tayledras, soit devenir un chaman, soit encore voir son potentiel magique détruit à jamais. Ce sont des guerriers redoutés et des éleveurs réputés. Les chevaux de guerre Shin'a'in sont les meilleurs au monde et sont la principale richesse des clans. Tharma (la duologie des serments et de l'honneur) est une Shin'a'in du clan Tale'sedrin qui a voué sa vie à la déesse. 

##### Les Tayledras
Formés des clans Kaled'a'in n'ayant pas renoncé à la magie, ils se sont vu confier par la déesse la mission de débarrasser les terres infectées par la magie déréglée des créatures dangereuses et des effets magiques afin qu'après leur passage, n'importe quel humain ou animal normal puisse venir s'y installer sans danger. Une fois leur tâche accomplie, ils doivent déménager et recommencer leur mission dans une autre région dangereuse. En échange, ils ont reçu des compétences leur permettant de survire dans ces contrées hostiles durant leur assainissement, notamment le moyen de construire des vallées isolées par une sorte de champ de force magique. Grands maîtres de la magie vraie, ils ont notamment servi d'instructeurs à Vanyel (trilogie du dernier Héraut-Mage) et à Elspeth plusieurs siècles plus tard (trilogie des vents et des tempêtes). Chaque Tayledras est accompagné d'un oiseau-lige, ce qui leur vaut parfois le surnom de frères du faucon. Les oiseaux-lyges peuvent être de plusieurs races mais sont différents des oiseaux normaux. Plus grands et plus forts que leurs cousins normaux, ils possèdent tous le don de se lier avec un humain et de communiquer télépathiquement avec lui.

#### Iftel
Pays limitrophe de Valdemar, il est caractérisé par une protection étrange qui empêche les Hérauts ou tout autre genre de soldats d'y pénétrer. Seuls les marchands peuvent en passer la frontière mais ils sont par la suite incapable de parler de ce qu'ils ont vu à l'intérieur du pays. Absolument pacifique, Iftel n'a jamais cherché à entrer en guerre avec ses voisins et a même signé de nombreux traités de paix avec eux. Lors d'une tentative d'invasion par Ancar, roi de Hardorn, celui-ci voit son armée revenir, bredouille et totalement amnésique. La protection des frontières deviendra même visible sous la forme d'un mur lumineux après les premiers bouleversements magiques du retour du cataclysme (la trilogie des vents). 

#### L'empire de l'Est
Fondé au commencement par une compagnie perdue du mage du silence à la fin des guerres magiques (trilogie du griffon), il s'étend sur de très vastes territoires et sa puissance lui permet de vivre dans un esprit de conquête plutôt que de défense. Entièrement basé sur l'utilisation de la magie, y compris et surtout pour toute l'administration nécessaire à un empire important, il est gouverné d'une main de fer par un Empereur lui-même magicien. 

### Les races non-humaines
Certaines races ont été créées par un mage.

#### Les Griffons
Mi-oiseaux de proie, mi-félins, les griffons sont des créatures magiques qui ont été créées de toutes pièces par le mage du silence, le magicien le plus puissant que Velgarth ait connu (trilogie du griffon). Malgré leur origine magique, les griffons sont capables de se reproduire et leur peuple est devenu indépendant de son créateur grâce à l'action de l'un d'entre eux, le griffon noir Skandranon. Ils sont pourvus de quatre pattes, terminées par des serres et de deux ailes de grande envergure. Leur corps entier est recouvert de plumes de teintes et tailles diverses. Aussi grands mais surtout plus massifs qu'un humain, ils sont de redoutables guerriers, leur agilité en vol et sur terre ainsi que leur puissance musculaire en font de redoutables adversaires. Dotés d'un bec de rapace, ils sont néanmoins capables de parler et leur intelligence est au moins égale sinon supérieure à celle des humains. Créatures magiques par excellence, certains d'entre eux possèdent des dons magiques leur permettant de lancer des sorts plus ou moins compliqués. Il existe plusieurs types de griffons, dépendants principalement du type d'oiseaux utilisé par le mage du silence. Si la plupart ont pour modèle un aigle, certains ont été créés à partir de faucons. Ils sont alors légèrement plus petits mais aussi plus agiles. Malgré leurs grandes qualités, la plupart des griffons ont besoin de l'aide d'humains ou d'hertasis pour effectuer certaines tâches, notamment lorsqu'il s'agit du feu, la plume étant un excellent combustible. 

#### Les hertasis
Sorte de lézards humanoïdes de petite taille, ils ont en commun avec les reptiles une certaine intolérance au froid. Intelligents et débrouillards, ils sont des aides précieux pour les humains et les griffons. Leurs doigts griffus n'empêchent pas une grande habileté manuelle et les objets qu'ils créent sont toujours d'une grande qualité. Peut-être à la suite d'un sort (trilogie du griffon), leur peuple a pour vocation de servir autrui, ce qui ne diminue en rien leur indépendance d'esprit et ils sont attirés par le faste et la puissance de leurs "maîtres". Ils sont souvent les producteurs de nourriture (culture, élevage, pêche) et n'aiment rien tant que d'apprêter celle-ci pour toutes sortes d'occasions. En hiver, leur cycle de vie se ralentit et ils restent pour la plupart au chaud dans leurs tanières à confectionner divers objets, bijoux ou vêtements. Certains hertasis peuvent avoir des dons mentaux et même des dons magiques, un hertasi serait même le fondateur d'une grande école de magie, les vents blancs. 

#### Les Kyrees
Leur race a une morphologie plus ou moins semblable à celle des loups, bien qu'ils soient plus grands et plus massifs. Quadrupèdes, ils n'ont pas une grande habileté avec les objets, mais leur intelligence peut souvent compenser ce fait. Télépathes, ils ne communiquent qu'avec les gens qu'ils en jugent dignes. Ils s'amusent souvent à être pris pour des loups ou des gros chiens sans intelligence. Une autre de leurs particularités tient au fait que leur race comporte trois genres : masculin, féminin et neutre. Les individus neutres sont les plus répandus, aussi les kyree sont-ils rares et peu répandus. Certains Kyree ont des pouvoirs magiques et quelques-uns empruntent des voies proches du chamanisme pour guider leur peuple. Comme ils n'ont pas la possibilité d'écrire, leur histoire est transmise par des conteurs à la mémoire particulièrement fiable. Ils ont ainsi leurs légendes et leurs héros, comme Warrl, Kyree qui fut l'ami et le compagnon de Tarma Tale'sedrin (duologie des serments)

#### Les Rathas
Les Rathas sont au chat des montagnes ce que les Kyrees sont au loup. Ils sont de plus petite taille que les Kyrees. On peut estimer qu'ils possèdent le Don de Parole par l'Esprit. Il semble peu probable qu'ils vivent en clan, comme les kyrees, à cause de leur origine féline.

D'autres races de cet univers sont dites naturelles.

#### Les Dyhelis
les dyhelis sont une race de type cervidés, ils vivent dans les territoires des pelagirs et acceptent assez souvent de s'associer avec les tayledras (voir britha "la monture" de flammechant dans la trilogie des vents). Comme les kyrees ils ont la possibilité de communiquer mentalement et certains peuvent être des mages. Par contre il ne semble pas y avoir de troisième genre "neutre"  dans leurs rangs. On sait de source sûre (trilogie du griffon : griffon d'argent) qu'ils existaient déjà du temps du cataclysme et n'avaient pas été créés par un mage.

#### Les Tervardis
Sortes d'hommes-oiseaux, ne possédant pas la parole, mais communiquant mentalement, ils vivent comme les tayledras dans des ekeles. De constitution assez fragile et de mœurs plus proches des rapaces que des hommes ils sont, comme les dyhelis, des alliés de ceux-ci bien que plus réservés et plus ’farouches’ que les autres espèces.

## Projet d'adaptation
En août 2021, un projet d'adaptation de la trilogie du Dernier Héraut-mage sous la forme d'une série télévisée est rendu public, dirigé par Kit Williamson et Brittany Cavallaro.